# Martin Kok

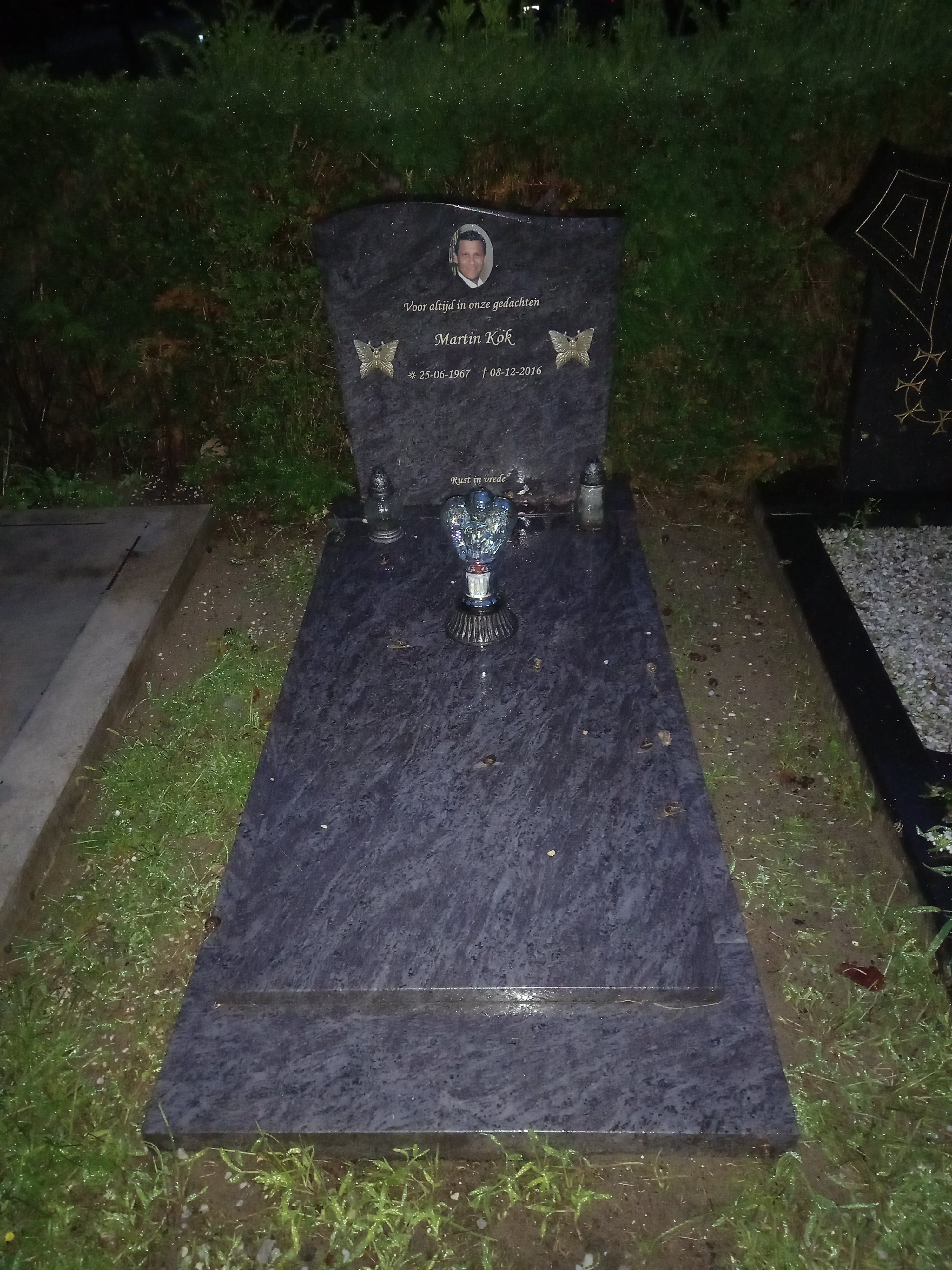
Het graf van Martin Kok op Begraafplaats Vredenhof

Martin Kok (Edam, 25 juni 1967 – Laren, 8 december 2016) was een Nederlands crimineel, websitecolumnist en misdaadverslaggever.

## Loopbaan
Kok begon zijn criminele loopbaan als tiener in Volendam met de handel in cocaïne. Op 16 februari 1989 mishandelde hij de 21-jarige Peter Giesbergen door in een Volendams café met een barkruk op hem in te slaan. Giesbergen overleed een dag later aan zijn verwondingen. Dit leverde Kok vijf jaar gevangenisstraf op. Toen hij uit de gevangenis kwam, kreeg hij het aan de stok met de nieuwe vriend van zijn ex, Mike Priem, die hij doodschoot. Hiervoor kreeg hij 14 jaar gevangenisstraf opgelegd. Daarnaast werd hij veroordeeld voor verschillende afpersingszaken.
Vanuit de gevangenis zette hij een escortbureau op, Vlinders Escort, daarna voorzag hij in zijn levensonderhoud middels een website met nieuws uit de onderwereld. Dit weblog 'Vlinderscrime' werd een succes: volgens Quote groeide het uit tot de best bezochte crimesite van Nederland, waar een advertentie tot achtduizend euro per jaar kostte. Vermoedelijk omdat hij met naam en toenaam over criminelen en hun activiteiten schreef, werden in 2015 zijn auto en woning beschoten en werd in 2016 een bom onder zijn auto aangetroffen, die tijdig onschadelijk kon worden gemaakt.
Op 8 december 2016 werd hij vermoord. In zijn auto werd hij meerdere keren beschoten op de parkeerplaats van seksclub Boccaccio te Laren. Het Openbaar Ministerie beschuldigt de organisatie van Ridouan Taghi van deze moord. In januari 2020 werd in de Italiaanse stad Turijn een verdachte aangehouden die werd verdacht van betrokkenheid bij de moord op Martin Kok. Niet Nederland, maar de Schotse autoriteiten zouden om die aanhouding hebben verzocht.